# ФК «Ферст Вієнна» в сезоні 1931—1932
ФК «Ферст Вієнна» в сезоні 1931—1932 — 38-й сезон австрійського футбольного клубу «Ферст Вієнна».

## Склад і статистика
| Нац.         | Ім'я              | Ліга     | Ліга     | Кубок    | Кубок    | Кубок Мітропи | Кубок Мітропи | Разом    | Разом    |          |          |          |          |          |
| Нац.         | Ім'я              | Матчі    | Голи     | Матчі    | Голи     | Матчі         | Голи          | Матчі    | Голи     |          |          |          |          |          |
| Воротарі     | Воротарі          | Воротарі | Воротарі | Воротарі | Воротарі | Воротарі      | Воротарі      | Воротарі | Воротарі | Воротарі | Воротарі | Воротарі | Воротарі | Воротарі |
| ------------ | ----------------- | -------- | -------- | -------- | -------- | ------------- | ------------- | -------- | -------- | -------- | -------- | -------- | -------- | -------- |
| Австрія      | Карл Горешовський | 17       | 0        | 2        | 0        | 6             | 0             | 25       | 0        |          |          |          |          |          |
| Австрія      | Йозеф Гохлойтнер  | 5        | 0        | 0        | 0        | 0             | 0             | 5        | 0        |          |          |          |          |          |
| Захисники    |                   |          |          |          |          |               |               |          |          |          |          |          |          |          |
| Австрія      | Йозеф Блум        | 20       | 3        | 2        | 0        | 6             | 2             | 28       | 5        |          |          |          |          |          |
| Австрія      | Карл Райнер       | 20       | 1        | 0        | 0        | 6             | 0             | 26       | 1        |          |          |          |          |          |
| Австрія      | Рудольф Шлауф     | 0        | 0        | 2        | 0        | 0             | 0             | 2        | 0        |          |          |          |          |          |
| Півзахисники |                   |          |          |          |          |               |               |          |          |          |          |          |          |          |
| Австрія      | Франц Віт         | 1        | 0        | 0        | 0        | 0             | 0             | 1        | 0        |          |          |          |          |          |
| Австрія      | Леопольд Гофманн  | 22       | 0        | 2        | 1        | 6             | 1             | 30       | 1        |          |          |          |          |          |
| Австрія      | Отто Каллер       | 16       | 1        | 2        | 0        | 4             | 0             | 22       | 1        |          |          |          |          |          |
| Австрія      | Леонард Маху      | 16       | 0        | 1        | 0        | 4             | 0             | 21       | 0        |          |          |          |          |          |
| Австрія      | Прамер            | 1        | 0        | 0        | 0        | 0             | 0             | 1        | 0        |          |          |          |          |          |
| Австрія      | Віллібальд Шмаус  | 16       | 0        | 2        | 0        | 4             | 0             | 22       | 0        |          |          |          |          |          |
| Нападники    |                   |          |          |          |          |               |               |          |          |          |          |          |          |          |
| Австрія      | Йозеф Адельбрехт  | 21       | 16       | 2        | 4        | 6             | 2             | 29       | 22       |          |          |          |          |          |
| Австрія      | Антон Брозенбауер | 18       | 4        | 2        | 1        | 4             | 0             | 24       | 5        |          |          |          |          |          |
| Австрія      | Фрідріх Гшвайдль  | 21       | 15       | 2        | 1        | 6             | 3             | 29       | 19       |          |          |          |          |          |
| Австрія      | Франц Ердль       | 14       | 3        | 1        | 1        | 4             | 4             | 19       | 8        |          |          |          |          |          |
| Австрія      | Леопольд Марат    | 7        | 3        | 0        | 0        | 4             | 3             | 11       | 6        |          |          |          |          |          |
| Австрія      | Густав Тегель     | 21       | 8        | 2        | 2        | 6             | 2             | 29       | 12       |          |          |          |          |          |
| Австрія      | Франц Шенветтер   | 5        | 3        | 0        | 0        | 0             | 0             | 5        | 3        |          |          |          |          |          |
| Австрія      | Франц Явурек      | 1        | 0        | 0        | 0        | 0             | 0             | 1        | 0        |          |          |          |          |          |

## Чемпіонат Австрії

### Турнірна таблиця
| М   | Команда              | І  | В  | Н | П  | МЗ | МП | РМ  | О  |
| --- | -------------------- | -- | -- | - | -- | -- | -- | --- | -- |
| 1.  | Адміра               | 22 | 14 | 5 | 3  | 58 | 26 | +32 | 33 |
| 2.  | Ферст Вієнна         | 22 | 13 | 5 | 4  | 57 | 27 | +30 | 31 |
| 3.  | Рапід                | 22 | 15 | 1 | 6  | 70 | 39 | +31 | 31 |
| 4.  | Аустрія              | 22 | 13 | 3 | 6  | 64 | 39 | +25 | 29 |
| 5.  | Вінер АК             | 22 | 9  | 6 | 7  | 45 | 40 | +5  | 24 |
| 6.  | Ваккер (Відень)      | 22 | 7  | 7 | 8  | 32 | 42 | −10 | 21 |
| 7.  | Брігіттенауер        | 22 | 8  | 5 | 9  | 28 | 43 | −15 | 21 |
| 8.  | ФК «Ніколсон» Ві́день | 22 | 6  | 7 | 9  | 36 | 43 | −7  | 19 |
| 9.  | Вінер Шпорт-Клуб     | 22 | 5  | 6 | 11 | 41 | 56 | −15 | 16 |
| 10. | Хакоах (Відень)      | 22 | 4  | 7 | 11 | 26 | 62 | −36 | 15 |
| 11. | Флорідсдорфер        | 22 | 5  | 3 | 14 | 44 | 56 | −12 | 13 |
| 12. | Слован (Відень)      | 22 | 3  | 5 | 14 | 20 | 48 | −28 | 11 |

## Кубок Австрії
| 1/16 фіналу 31.01.1932                                                                                         | «Бургхетер»        | 2:10 | «Ферст Вієнна»                                                                              | Відень                                                    |  |
| | Релле 78' Яніш 82' | звіт | 4' 19' 65' 68' Адельбрехт 31' Брозенбауер 40' 53' Тегель 46' Гшвайдль 73' Ердль 74' Гофманн | Стадіон: Чеський Уніон Глядачі: 1500 Суддя: Адольф Майсль |  |
| Вієнна: Горешовський — Шлауф, Блум — Каллер, Гофманн, Шмаус — Брозенбауер, Адельбрехт, Гшвайдль, Тегель, Ердль |                    |      |                                                                                             |                                                           |  |

| 1/8 фіналу 14.02.1932 | «Вінер АК»                            | 3:0  | «Ферст Вієнна» | Відень                                           |  |
| | Гілтль 46' Мюллер 73' Шмаус 85' (аг.) | звіт |                | Стадіон: ВАК-Плац Глядачі: 7000 Суддя: Карл Бекк |  |
| ВАК: Гіден — Бехер, Сеста — Браун, Райтерер, Кубеш — Маєр, Мюллер, Гілтль, Будзовський, Губер Вієнна: Горешовський — Шлауф, Блум — Каллер, Гофманн, Шмаус — Брозенбауер, Адельбрехт, Гшвайдль, Тегель, Маху |                                       |      |                |                                                  |  |

## Кубок Мітропи
| 1/4 фіналу 27 червня 1931 | Ферст Вієнна                | 3:0        | Бочкаї (Дебрецен) | Відень                                                  |  |
| 18:20 CET | Гшвайдль 8' 40' Гофманн 64' | (протокол) |                   | Стадіон: Гоге Варте Глядачі: 8000 Суддя: Августин Кріст |  |
| Карл Горешовський, Карл Райнер, Йозеф Блум, Отто Каллер, Леопольд Гофманн, Леонард Маху, Леопольд Марат, Йозеф Адельбрехт, Фрідріх Гшвайдль, Густав Тегель, Франц Ердль, тренер: Фердинанд Фрітум Карой Бангі, Ференц Мольнар, Лайош Мохарош, Іштван Вампетіч, Янош Море, Рудольф Кевицький, Імре Маркош, Янош Д'ярматі, Паль Телекі, Аттіла Матеффі, Золтан Опата, тренер: Золтан Опата |                             |            |                   |                                                         |  |

| 1/4 фіналу 5 липня 1931 | Бочкаї (Дебрецен) | 0:4        | Ферст Вієнна                            | Дебрецен                                                 |  |
| 16:00 CET |                   | (протокол) | Тегель 20' Адельбрехт 49' Ердль 64' 86' | Стадіон: Діосегі уті Глядачі: 5000 Суддя: Августин Кріст |  |
| Карой Бангі, Ференц Мольнар, Лайош Могарош, Іштван Вампетіч, Янош Море, Рудольф Кевицький, Імре Маркош, Єне Вінце, Паль Телекі, Аттіла Матеффі, Золтан Опата, тренер: Золтан Опата Карл Горешовський, Карл Райнер, Йозеф Блум, Отто Каллер, Леопольд Гофманн, Леонард Маху, Леопольд Марат, Йозеф Адельбрехт, Фрідріх Гшвайдль, Густав Тегель, Франц Ердль, тренер: Фердинанд Фрітум |                   |            |                                         |                                                          |  |

| 1/2 фіналу 20 вересня 1931 | Рома                           | 2:3        | Ферст Вієнна                    | Рим                                                       |  |
| | Кіні Лудуенья 3' Фазанеллі 55' | (протокол) | Марат 34' Блум 36' Гшвайдль 51' | Стадіон: Кампо Тестаччо Глядачі: 13 000 Суддя: Рене Мерсе |  |
| Гвідо Мазетті, Маріо Де Мікелі, Ренато Бодіні, Аттіліо Ферраріс, Фульвіо Бернардіні (к), Раффаеле Д'Аквіно, Раффаеле Костантіно, Чезаре Фазанеллі, Родольфо Волк, Ніколас Ломбардо, Артуро Кіні Лудуенья, тренер Герберт Берджесс Карл Горешовський, Карл Райнер, Йозеф Блум (к), Отто Каллер, Леопольд Гофманн, Віллібальд Шмаус, Антон Брозенбауер, Йозеф Адельбрехт, Фрідріх Гшвайдль, Густав Тегель, Леопольд Марат, тренер Фердинанд Фрітум |                                |            |                                 |                                                           |  |

| 1/2 фіналу 24 вересня 1931 | Ферст Вієнна                                | 3:1        | Рома                 | Відень                                                |  |
| 16:20 CET | Брозенбауер 4' Марат 9' 29' Блум 25' (пен.) | (протокол) | Д'Аквіно 4' Волк 60' | Стадіон: Гоге Варте Глядачі: 20 000 Суддя: Рене Мерсе |  |
| Карл Горешовський, Карл Райнер, Йозеф Блум (к), Отто Каллер, Леопольд Гофманн, Віллібальд Шмаус, Антон Брозенбауер, Йозеф Адельбрехт, Фрідріх Гшвайдль, Густав Тегель, Леопольд Марат, тренер Фердинанд Фрітум Гвідо Мазетті, Маріо Де Мікелі, Ренато Бодіні, Аттіліо Ферраріс, Фульвіо Бернардіні (к), Раффаеле Д'Аквіно, Раффаеле Костантіно, Чезаре Фазанеллі, Родольфо Волк, Ніколас Ломбардо, Артуро Кіні Лудуенья, тренер Герберт Берджесс - на 10-й хвилині Гвідо Мазетті парирував пенальті після удару Йозефа Блума |                                             |            |                      |                                                       |  |

| Фінал 8 листопада 1931 | «Ферст Вієнна»                           | 3:2  | «Вінер АК»          | Цюрих                                                                |  |
| | 30' Тегель 63' Адельбрехт 87' (аг) Бехер | звіт | 2' Ганке 22' Мюллер | Стадіон: «Гардтурм» Глядачі: 20,000 Суддя: Франческо Маттеа (Італія) |  |
| Вієнна: Карл Горешовський, Карл Райнер, Йозеф Блум (к), Віллібальд Шмаус, Леопольд Гофманн, Леонард Маху, Антон Брозенбауер, Йозеф Адельбрехт, Фрідріх Гшвайдль, Густав Тегель, Франц Ердль, тренер Фердинанд Фрітум ВАК: Рудольф Гіден, Йоганн Бехер, Карл Сеста, Георг Браун, Ернст Левінгер, Рудольф Кубеш, Франц Цізар, Гайнріх Мюллер, Гайнріх Гілтль, Вальтер Ганке, Карл Губер (к), тренер Карл Гаєр |                                          |      |                     |                                                                      |  |

| Фінал 12 листопада 1931 | «Вінер АК» | 1:2  | «Ферст Вієнна» | Відень                                                                   |  |
| | 65' Ганке  | звіт | 6', 41' Ердль  | Стадіон: «Гоге Варте» Глядачі: 25,000 Суддя: Ріналдо Барлассіна (Італія) |  |
| ВАК: Рудольф Гіден, Йоганн Бехер, Карл Сеста, Георг Браун, Ернст Левінгер, Рудольф Кубеш, Вільгельм Морокутті, Гайнріх Мюллер, Гайнріх Гілтль, Вальтер Ганке, Карл Губер (к), тренер Карл Гаєр Вієнна: Карл Горешовський, Карл Райнер, Йозеф Блум (к), Віллібальд Шмаус, Леопольд Гофманн, Леонард Маху, Антон Брозенбауер, Йозеф Адельбрехт, Фрідріх Гшвайдль, Густав Тегель, Франц Ердль, тренер Фердинанд Фрітум |            |      |                |                                                                          |  |

| Воротар: Карл Горешовський (6). Захисники: Карл Райнер (6), Йозеф Блум (6.2). Півзахисники: Леопольд Гофманн (6.1), Віллібальд Шмаус (4), Леонард Маху (4), Отто Каллер (4). Нападники: Йозеф Адельбрехт (6.2), Фрідріх Гшвайдль (6.3), Густав Тегель (6.2), Антон Брозенбауер (4), Франц Ердль (4.4), Леопольд Марат (4.3). Тренер: Фердинанд Фрітум. |